# 酒井直寛
酒井 直寛（さかい なおひろ）は、江戸時代の武士。出羽庄内藩亀ヶ崎城代。酒井奥之助家第7代。

## 経歴
安永7年（1778年）、出羽庄内藩家老酒井了知の三男として生まれる。寛政11年（1799年）1月、亀ヶ崎城代酒井直豊の養子となる。文化2年（1805年）、養父直豊の死去により、家督と知行1200石を相続する。
文化8年（1811年）7月、亀ヶ崎城代となる。文化10年（1813年）2月、城代を辞任。
文政12年（1829年）、藩主世子忠発の学習のため「詩書文考」を編纂し提出した。
文政13年（1830年）2月、隠居して家督を嫡男直方に譲る。天保元年（1830年）7月4日死去。享年53。